# Вроцлавска архиепархия
Вроцлавската архиепархия (на полски: Archidiecezja wrocławska; на латински: Archidioecesis Vratislaviensis) е една от 14-те архиепархии на католическата църква в Полша, западен обред. Част е от Вроцлавската митрополия.
Вроцлавската епархия е създадена през 1000 година от папа Силвестър II като суфраганна епископия на Гнезненската митрополия. На 16 юли 1821 година папа Пий VII я поставя под пряко подчинение на Светия престол. На 13 ювгуст 1930 година папа Пий XI я издига до ранг на архиепархия и център на новосъздадената Вроцлавска митрополия. Настоящата и територия е установена с булата „Totus Tuus Poloniae Populus“ от 25 март 1992 година и декрета от 25 март 2004 година на папа Йоан-Павел II. Заема площ от 8 850 км2 и има 1 152 710 верни.

## Деканати
В състава на архиепархията влизат тридесет и три деканата.
| - Деканат „Бжег-полудне“ - Деканат „Бжег-пулноц“ - Деканат „Бжег Долни“ - Деканат „Боров“ - Деканат „Волов“ - Деканат „Вроцлав-всхуд“ - Деканат „Вроцлав-захуд (Лешница)“ - Деканат „Вроцлав-захуд (Козанов)“ - Деканат „Вроцлав-Катедра“ - Деканат „Вроцлав-Кшики“ - Деканат „Вроцлав-полудне“ | - Деканат „Вроцлав-пулноц I (Особовице)“ - Деканат „Вроцлав-пулноц II (Семполно)“ - Деканат „Вроцлав-пулноц III (Пше Поле)“ - Деканат „Вроцлав-Шрудмешче“ - Деканат „Вьонзов“ - Деканат „Гура-всхуд“ - Деканат „Гура-захуд“ - Деканат „Жембице“ - Деканат „Йелч-Лясковице“ - Деканат „Конти Вроцлавске“ - Деканат „Менкиня“ | - Деканат „Милич“ - Деканат „Намислов-всхуд“ - Деканат „Намислов-захуд“ - Деканат „Олава“ - Деканат „Олешница-всхуд“ - Деканат „Олешница-захуд“ - Деканат „Прушице“ - Деканат „Собутка“ - Деканат „Стшелин“ - Деканат „Тшебница“ - Деканат „Шрода Шльонска“ |